# 諾思洛普·弗萊
赫爾曼·諾思洛普·弗萊CC FRSC （, 1912年7月14日—1991年1月23日），是加拿大文学评论家和文学理论家。
弗萊凭借第一本作品《可畏的對稱》赢得了国际声誉。該作重新诠释威廉·布莱克的诗歌。更重要的成就，是弗萊通過《批評的解剖》，建立了現代文學批評的原型批評理論。哈罗德·布鲁姆评论《批評的解剖》将弗萊确立为「西方文学中最重要的在世学者」。 
《偉大的代碼：聖經與文學》開創神話-原型批評流派，影響1950、1960年代的西方評論界。

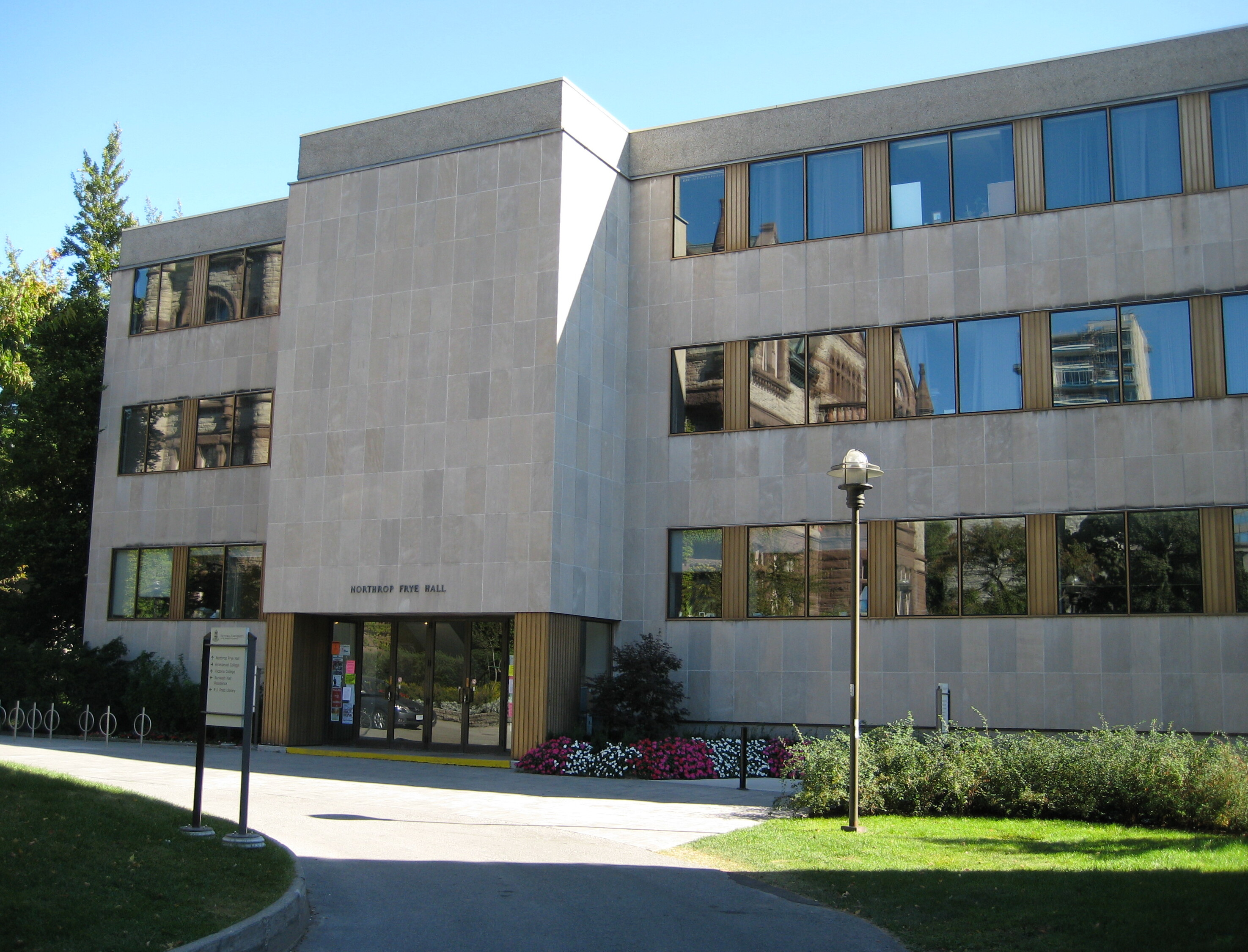
多伦多大学的諾思洛普·弗萊大樓

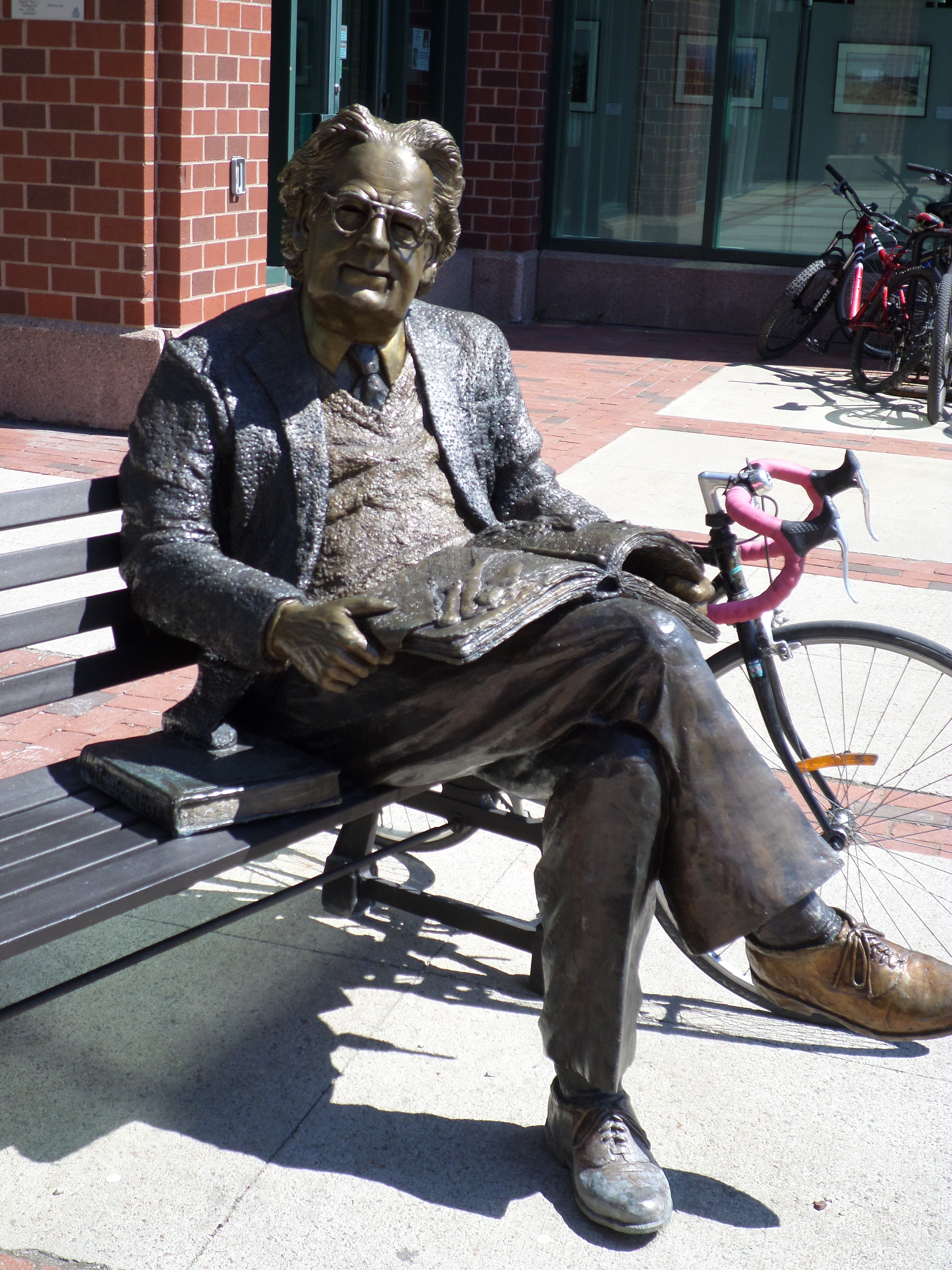
蒙克顿图书馆入口外的諾思洛普·弗萊雕像